# Münster Journal of Mathematics
Münster Journal of Mathematics — рецензируемый математический журнал, посвященный исследованиям в области чистой и прикладной математики. Издаётся математическим институтом университета Мюнстера.
Нынешний главный редактор — Линус Крамер.
Журнал издаётся как в печатном, так и электронном виде.
Бесплатные полнотекстовые электронные версии статей доступны онлайн.

## История
Был создан в 1948 году Генрихом Бенке под названием «Schriftenreihe des Mathematischen Institutes Münster».
Журнал получил свое нынешнее название в 2008 году и его нумерация была перезапущена.

## Показатели
- На 2012 год, журнал имел MCQ равный 0,88.[2]

## Замечания
1. 1 2 3  The ISSN portal (англ.) — Paris: ISSN International Centre, 2005. — ISSN 1867-5778
2. ↑  «MR Citation Database», MathSciNet, accessed 2013-09-17